# Sigmundur Brestisson
Sigmundur Brestisson (Skúvoy, Farski Otoci, 961. – Sandvík, Farski Otoci, 1005.) bio je farski vikinški velikaš. Zaslužan je za uvođenje kršćanstva na Farskim Otocima 999. godine. Jedan je od glavnih likova Færeyinga Sage (Farske sage).
Prema sagi, emigranti koji su napustili Norvešku kako bi pobjegli od tiranije Haralda Ljepokosog, naselili su Farske Otoke u početku 9. stoljeća. U ranom 11. stoljeću, Sigmundurovu obitelj, koja je bila uspješna na južnim otocima, skoro su istrijebili napadači sa sjevera. Sigmundur je pobjegao u Norvešku, no vratio se na Farske Otoke kako bi ih zauzeo za norveškog kralja Olava I. Tryggvasona.
Sigmundur je postao prvi stanovnik Farskih Otoka koji je prešao na kršćanstvo te ga je doveo na Farske Otoke dekretom Olava Tryggvasona. Prvotno je Sigmundur pokušao pokrstiti otočane čitajući dekret Altingu u Tórshavnu, no bijesna ga je svjetina zamalo ubila. Zatim je promijenio svoje taktike, otišavši s naoružanim ljudima u prebivalište velikaša Tróndura í Gøtua te je tijekom noći preovalio u njegovu kuću. Dao mu je izbor da prijeđe na kršćanstvo ili da mu se odrubi glava. Tróndur í Gøtu pristao je na prelazak na kršćanstvo. 
Godine 1005., Tróndur í Gøtu napao je Sigmundura tijekom noći u njegovom dvorištu na Skúvoyu, nakon čega je Sigmundur pobjegao plivajući do Sandvíka na Suðuroyu. Uspio je doplivati do Sigmundargjógva u Sandvíku. Iscrpljenog Sigmundura ubio je jedan seljak te mu je ukrao njegov dragocjeni zlatni prsten kojeg je nosio oko ruke.
Prema tradiciji, Sigmundurova grobnica nalazi se u Sigmundarsteinuru na Skúvoyu. Iznad groba nalazi se rezbareni križ te je grob bio dio stare crkve.

## Vanjske poveznice
- Færeyinga saga
- Faroestamps.fo (u javnom vlasništvu)

|  | Zajednički poslužitelj ima stranicu o temi Sigmundur Brestisson |